# Vaison

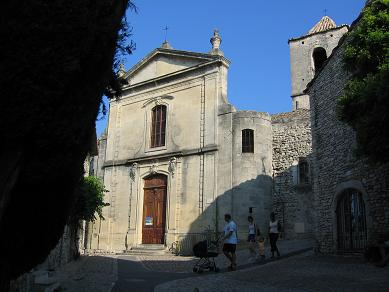
Dawna katedra diecezjalna w Vaison

Vaison (łac. Dioecesis Vasionensis) – stolica historycznej diecezji we Francji erygowanej ok. V wieku, a włączonej w 1801 w skład archidiecezji Awinionu.
Współcześnie miasto Vaison-la-Romaine znajduje się w regionie Prowansja-Alpy-Lazurowe Wybrzeże we Francji. Obecnie katolickie biskupstwo tytularne ustanowione w 2009 przez papieża Benedykta XVI.

## Biskupi tytularni
| Lp. | Biskup         | Funkcja                                                          | Od                  | Do                |
| --- | -------------- | ---------------------------------------------------------------- | ------------------- | ----------------- |
| 1   | Bruno Valentin | biskup pomocniczy Wersalu (Francja)                              | 14 grudnia 2018     | 25 lipca 2022     |
|     | Ivan Brient    | biskup pomocniczy Rennes (Francja) zrezygnował z przyjęcia sakry | 7 października 2022 | 16 listopada 2022 |
| 2   | Jean Bondu     | biskup pomocniczy Rennes (Francja)                               | 30 listopada 2022   |                   |